# جوزيبي فيتالي
جوزيبي فيتالي (بالإيطالية: Giuseppe Vitale)‏ هو لاعب كرة قدم إيطالي في مركز الوسط، ولد في 10 سبتمبر 1993 في باليرمو في إيطاليا. لعب مع نادي طرابنش 1905 ‏.

## وصلات خارجية
- جوزيبي فيتالي على موقع قاعدة بيانات كرة القدم.إي يو (الإنجليزية)
- جوزيبي فيتالي على موقع عالم كرة القدم.نت (الإنجليزية)